# Joan Baez in San Francisco
Albums de Joan Baez
Joan Baez in Concert, Part 2
(1963) Joan Baez/5
(1964)

Joan Baez in San Francisco est un album live de Joan Baez sorti en 1964.

## Titres
| 1. | Island in the Sun         | Harry Belafonte, Irving Burgie                         | 2:32 |
| 2. | Water Boy (traditionnel)  |                                                        | 2:54 |
| 3. | Annie Had a Baby          | Henry Glover, Lois Mann                                | 1:28 |
| 4. | Oh Freedom (Traditionnel) |                                                        | 4:23 |
| 5. | Man Smart, Woman Smarter  | Norman Span, D. L. Miller, F. Kuhn, and Charles Harris | 3:18 |
| 6. | Scarlet Ribbons           | Evelyn Danzig, Jack Segal                              | 2:53 |

| 1. | Dark as a Dungeon                      | Merle Travis                          | 2:28 |
| 2. | Told My Captain (Traditionnel)         |                                       | 2:58 |
| 3. | Young Blood                            | Jerry Leiber, Mike Stoller, Doc Pomus | 2:58 |
| 4. | I Gave My Love a Cherry (Traditionnel) |                                       | 3:25 |
| 5. | La Bamba (Traditionnel)                |                                       | 1:07 |
| 6. | Every Night (Traditionnel)             |                                       | 2:06 |

## Musiciens
- Joan Baez - guitare acoustique, chant
- Eirik Wangberg - mixage